# Гольшанский, Юрий Семёнович
Юрий (Георгий) Семёнович Гольша́нский (около 1410 — после 1456) — государственный деятель Великого княжества Литовского из рода Гольшанских, сын Семёна Ивановича Гольшанского.

## Биография
Вместе с Гаштольдами, Кезгайлами и Радзивиллами был одним из организаторов избрания в июне 1440 года на виленский престол Казимира IV. Именно в Гольшанах и было принято решение об избрании Казимира великим князем литовским.
В Хронике Быховца значится:

«… И когда он находился в Воложине, пришла весть о смерти великого князя Сигизмунда, и Гаштольд поспешил в Гольшаны к князю Юрию Семеновичу Гольшанскому. И съехавшись там, послали спешно к пану виленскому старосте жемайтскому Кезгайле и к Николаю Немировичу и к земскому маршалу Радзивиллу. И те все паны съехались в Гольшаны к князю Юрию и размыслили и приняли единогласно решение взять себе господарем в Великое княжество королевича Казимира, сына Ягайлы, отчича Литовской земли …».
и далее:

« …паны-рада, князь Юрий Гольшанский и пан виленский староста жемайтский Кезгайло и Иван Гаштольд и Николай Немирович и маршал земский Остик возвели королевича Казимира на великое княжение литовское…».
В 1456 году присоединился к оппозиции, которая добивалась избрания на престол последнего князя киевского Семёна Олельковича.
Вместе с братьями владел Гольшанами, Глуском, Дубровицей (на Украине), Романова в Оршанском повете, Станьково и Жыцинам в Минском повете, Шашолами и Кроштами в Литве, а также другими имениями.
Имел 2-х дочерей, Иулианию и Анну, а также 5 сыновей: Ивана Юрьевича Гольшанского-Дубровицкого (участника заговора против великого князя Казимира IV Ягеллона, за что был казнен в 1481 году), Александра, Василия, Юрия и Семёна.